# Eugen Eduard Hüsler
Eugen Eduard Hüsler (* 19. September 1944 in Zürich) ist ein Schweizer Autor und Fotograf.
Der gelernte Heizungs-Installateur hat ungefähr 70 Klettersteig- und Wanderführer sowie Bildbände verfasst. Seine vielen Veröffentlichungen zum Thema Klettersteig führten zum Beinamen Klettersteig-Papst. Seit 1983 wohnt er mit seiner Frau Hildegard in Dietramszell.

## Klettersteige
Hüsler hat eine eigene Schwierigkeitsskala entwickelt (K1, K2, K3 …), die auch heute noch gebräuchlich ist, auch wenn sie sich im deutschsprachigen Raum nicht bis heute durchgesetzt hat. Vielbeachtet war auch das von ihm entwickelte Klettersteigkreuz, mit dem neben der technischen Schwierigkeit auch weitere Anforderungen benannt werden (Erfahrung, Armkraft, Ausdauer, psychische Belastbarkeit).

## Ausgewählte Publikationen

### Klettersteige
- Klettersteiggehen: Lehrbuch und Ratgeber für alle Formen des Klettersteiggehens. Bruckmann Verlag, München 2006, ISBN 978-3-7654-3975-9
- Hüslers Klettersteigatlas Alpen: Über 1000 Klettersteige in den Alpen. 7., neubearbeitete Auflage. Bruckmann, München 2007, ISBN 978-3-7654-4787-7
- Klettersteigführer Nordalpen: Alle Klettersteige vom Bodensee bis Salzburg. Bruckmann, München 2007, ISBN 978-3-7654-4745-7
- Top-Klettersteige Dolomiten: Die 54 spektakulärsten Vie Ferrate. Bruckmann, München 2008, ISBN 978-3-7654-4825-6
- Meine Klettersteig-Favoriten: Vier Jahrzehnte unterwegs am Drahtseil. Bruckmann, München 2009, ISBN 978-3-7654-5344-1
- Hüslers Klettersteigführer Gardasee. Bruckmann, München 2012, ISBN 978-3-7654-5937-5
- Klettersteige 2: Alle Klettersteige der Südalpen. Bruckmann, München 2012, ISBN 978-3-7654-5730-2
- Ran ans Eisen. Bruckmann, München 2014, ISBN 978-3-7654-6135-4

### Sonstige Führer
- Auf alten Kriegspfaden durch die Dolomiten: 35 spektakuläre Wanderungen auf historischen Militärpfaden. Bruckmann, München 2008, ISBN 978-3-7654-4619-1
- Bruckmanns Bergwanderatlas Alpen: 2000 Tourenvorschläge. Bruckmann, München 2006, ISBN 978-3-7654-4404-3
- Traumstrassen. Die schönsten Routen der Alpenländer. Bruckmann, München 2004, ISBN 978-3-7654-4207-0
- Bruckmanns Gipfelatlas Alpen: 1500 Gipfel. Bruckmann, München 2003, ISBN 978-3-7654-3928-5

### Bildbände
- Bergparadiese: Die 13 Nationalparks der Alpen. Bruckmann, München 2008, ISBN 978-3-7654-4304-6
- Die Dolomiten: Wunder aus Stein. Bruckmann, München 2003, ISBN 978-3-7654-3836-3
- Engadin. Bruckmann, München 1996, ISBN 978-3-7654-2945-3